# Gazbāshī-ye Soflá
Gazbāshī-ye Soflá (persiska: گزباشی سفلی, Gezbāshī) är en ort i Iran.   Den ligger i provinsen Nordkhorasan, i den norra delen av landet, 500 km nordost om huvudstaden Teheran. Gazbāshī-ye Soflá ligger 494 meter över havet och antalet invånare är 598.
Terrängen runt Gazbāshī-ye Soflá är kuperad åt nordost, men åt sydväst är den platt. Runt Gazbāshī-ye Soflá är det ganska glesbefolkat, med 27 invånare per kvadratkilometer. Närmaste större samhälle är Tāzeh Yāb, 7,3 km norr om Gazbāshī-ye Soflá. Omgivningarna runt Gazbāshī-ye Soflá är i huvudsak ett öppet busklandskap.